# Orden Civil del Mérito Postal
La Orden Civil del Mérito Postal es la máxima distinción civil española destinada a recompensar méritos, conductas, actividades o servicios relevantes o excepcionales en el ámbito postal, fundada por Francisco Franco el 19 de mayo de 1960. Esta distinción se encuentra regulada por la Orden del Ministerio de Fomento 2862/2004, de 30 de julio, por la que se aprueba el Reglamento de la Orden Civil del Mérito Postal y la Medalla al Mérito Filatélico. El Real Decreto 968/2002, de 20 de septiembre, es la norma por la que esta recompensa se ajusta a la estructura organizativa adoptada por el Ministerio de Fomento.

## Grados
Cuenta con las siguientes categorías: 
- Gran Placa.
- Placa.
- Medalla de Oro.
- Medalla de Plata.

El número de nombramientos se encuentra limitado, salvo circunstancias excepcionales, a la concesión anual de dos grandes placas y cuatro placas, sin que entren en dicho cómputo las otorgadas a personalidades extranjeras o a título póstumo. La concesión de las medallas no se encuentra limitada.
Las circunstancias que se valoran a la hora de conceder la Orden Civil del Mérito Postal en cualquiera de sus categorías son las siguientes: 
1. La relevante labor que contribuya a la expansión o el perfeccionamiento de los servicios postales.
2. La creación científica, artística o técnica y la dedicación relevante a la investigación y desarrollo en el ámbito postal.
3. La difusión, por cualquier tipo de medio, de los conocimientos, la técnica, la legislación o la historia postal.
4. La relevante labor como responsable de entidades u organizaciones, nacionales o internacionales, públicas o privadas, del sector postal.
5. La prestación de otros servicios de carácter extraordinario o de notoria utilidad para los intereses generales postales.

El Consejo de la Orden Civil del Mérito Postal y Medalla al Mérito Filatélico es el órgano que ostenta la representación de la orden y medalla e informa los expedientes de propuesta de concesión y de privación de condecoraciones. Este consejo está compuesto por los siguientes miembros: 
- Gran Canciller, el ministro de Fomento.
- Canciller, el subsecretario de Fomento.
- Vicecanciller, un titular de la gran placa de la Orden Civil del Mérito Postal.
- Tres Vocales, uno en posesión de la placa de la orden y otros dos titulares, uno por las medallas de la Orden Civil del Mérito Postal y otro por la Medalla al Mérito Filatélico.
- Secretario.

La tramitación del expediente de concesión corresponde a la Secretaría del Consejo de la Orden Civil del Mérito Postal y de la Medalla al Mérito Filatélico. La propuesta debe ser informada preceptivamente por el secretario de dicho consejo y por el Servicio Jurídico del Estado en el Ministerio de Fomento.
La concesión de la gran placa de la Orden Civil al Mérito Postal debe ir firmada por el ministro de Fomento y gran canciller de la orden, mientras que la placa y las medallas de oro y de plata por el subsecretario del Ministerio de Fomento y canciller de la orden. Además en todas las concesiones debe figurar también la firma del secretario del Consejo de la Orden Civil del Mérito Postal y de la Medalla al Mérito Filatélico. En los casos en que sean otorgadas grandes placas y placas, es necesario enviar el acuerdo de concesión al Boletín Oficial del Estado para su publicación. El titular de cualquier recompensa de esta orden puede ser privado de ella si resultara condenado por comisión de delitos dolosos o si hubiera realizado actos contrarios a los motivos establecidos para su concesión, correspondiendo a la autoridad que concedió la condecoración adoptar el acuerdo de privación, previo informe del consejo de esta orden.
Los titulares de una gran placa, placa o medalla de la orden tendrán el derecho a ser considerados y denominarse miembros de la Orden Civil del Mérito Postal y a recibir el tratamiento correspondiente, Excelencia en el caso de las grandes placas, e Ilustrísima en el de las placas.

## Descripción de las insignias
- Gran Placa: Cuenta con una placa y banda como insignias. 
  - La Gran Placa está fabricada en metal dorado y es de forma circular, con un diámetro de 80 milímetros. En su parte figuran tres campos en círculos concéntricos, de 50 milímetros de diámetro total, en el que listón exterior realizado en esmalte de color azul cobalto, lleva la inscripción "MÉRITO POSTAL" en caracteres dorados. La parte interior del círculo está dividida en dos campos, también circulares y separados entre sí por un filo de metálico. El círculo central está esmaltado en azul cobalto y sobre él, está representado el símbolo de la Tierra, constituido por líneas doradas de meridianos y paralelos. El campo intermedio está esmaltado en azul cobalto claro y llevará sobrepuesto la cornamusa en oro. Todo el conjunto del círculo central se encuentra rodeado por un perlado dorado, que se une, mediante las figuras del mismo color superpuestas del casco de Hermes y la paloma, a un campo circular dorado de 80 milímetros de diámetro exterior y 60 milímetros de diámetro interior, sobre el que se superponen una rama de roble y otra de palma, esmaltadas en color verde, unidas en la parte inferior, por un lazo esmaltado con los colores de la bandera de España. El conjunto descrito se encuentra timbrado con la corona real de España, superpuesta en oro con su forro esmaltado rojo.
  - La Banda está fabricada en moaré de seda de 100 milímetros de ancho, de color azul cobalto festoneado en sus dos bordes a todo lo largo por la repetición de la cornamusa, emblema del correo, bordado en oro con ribete escarlata, sirviendo de ligazón entre una y otra bodoques y estrellas. Este festón se encontrará a seis milímetros de la orilla y el tamaño de cada una de las cornamusas que forman la orla estará exactamente contenido dentro de un rectángulo de 23 por 14,5 milímetros, siendo la mayor de las dimensiones la base, quedando esta paralela al borde. Las cornamusas componen el festón alternando su colocación, una en posición natural y otra invertida, y se aprovecharán los espacios vacíos para los bodoques y las estrellas, también alternados, sin que unos ni otras sobrepasen el ancho de 14,5 milímetros. Los extremos de la banda se encuentran unidos con un rosetón picado, confeccionado con la misma cinta, del que irá pendiente la venera de la Orden del Mérito Postal.
- Placa: Cuenta con una placa como insignia única: La Placa es idéntica, en lo referente a su diseño a la Gran Placa, con las únicas diferencias del metal empleado, que es plateado, y los cambios en los colores del círculo central, de color azul prusia (azul oscuro) en el campo circular intermedio y azul claro en los dos campos circulares que rodean a este, es decir, el central es azul claro, el siguiente oscuro y el tercero nuevamente claro.
- Medalla de Oro: Cuenta con los mismos elementos que Gran Placa y Placa, diferenciándose en sus medidas, cuenta con un diámetro de 50 milímetros, en el lugar que ocupa la corona real, situada fuera de la medalla y unida a esta mediante pieza móvil dorada. La medalla pende de una cinta de moaré de seda de 35 milímetros de ancho, de color azul cobalto con pasador hebilla y argolla dorados, festoneada en sus bordes a todo lo largo por la repetición de la cornamusa, emblema del correo, bordada en oro con ribete escarlata, sirviendo de ligazón entre una y otra bodoques y estrellas, en proporción de medidas a las descritas para la banda de la Gran Placa. La Medalla de Oro, proporcionando el resto de sus medidas a dicho diámetro según las características anteriormente descrito para la Gran Placa. Es decir, los campos que forman el círculo interior, tendrán un diámetro de 32 milímetros. El campo circular exterior, plateado, tiene un diámetro interior de 37,5 milímetros y exterior de 50 milímetros.
- Medalla de Plata: Es idéntica a la medalla de oro, variando únicamente la apariencia del metal utilizado, propia de esta categoría.

## Desposesión de distinciones
El agraciado con cualesquiera de las categorías que haya sido sentenciado por la comisión de un delito doloso o pública y notoriamente haya incurrido en actos contrario a las razones determinantes de la concesión de la distinción podrá, en virtud de expediente iniciado de oficio o por denuncia motivada, y con intervención del Fiscal de la Real Orden, ser desposeído del título correspondiente a la distinción concedida, decisión que corresponde a quien la otorgó.